# Stans, Tyrolen
Stans är en ort och kommun i distriktet Schwaz i förbundslandet Tyrolen i Österrike.
Kommunen består av tre orter (Ortschaften) (inom parentes invånarantal 1 januari 2024):
- Schlagturn (121)
- Stans (2 115)
- Tratzberg (7)